# Serhiivka, Bilopillea
Serhiivka (în ucraineană Сергіївка) este localitatea de reședință a comunei Serhiivka din raionul Bilopillea, regiunea Sumî, Ucraina.

## Demografie
Componența lingvistică a localității Serhiivka
     Ucraineană (98,7%)
     Alte limbi (0,97%)
Conform recensământului din 2001, majoritatea populației localității Serhiivka era vorbitoare de ucraineană (98,7%), existând în minoritate și vorbitori de alte limbi.